# Pierre Coton
Pour les articles homonymes, voir Coton.
Pierre Coton, né le 7 mars 1564 à Néronde, dans la Loire (France) et mort le 19 mars 1626 à Paris, est un prêtre jésuite français, prédicateur de renom, écrivain spirituel et confesseur des rois Henri IV et Louis XIII.

## Biographie

### Jeunesse et formation
Né dans la famille des seigneurs de Chenevoux (Bussières), Coton étudie le droit à Paris, Bourges et Turin avant d’entrer à 19 ans dans la Compagnie de Jésus en 1583, malgré la forte opposition de son père. Il est envoyé au Collège Romain de Rome, pour y faire ses études de théologie. Gabriel Vázquez et Robert Bellarmin sont ses professeurs. Parmi ses condisciples se trouve Louis de Gonzague.
Pierre Coton et plus encore son frère Jacques Coton de Chènevoux sont à l'origine du Collège jésuite de Roanne (fondé en 1607/1614 ; avec la chapelle St-Michel de 1617-1621-1626). Les frères Coton eurent pour petits-neveux le chanoine de La Mure (petit-fils maternel de leur sœur Philiberte Coton) et le Père de La Chaize (petit-fils maternel de leur sœur Jeanne-Marie Coton).

### Prédicateur
Ordonné prêtre à Lyon en mars 1591, Coton fait rapidement preuve de ses qualités de prédicateur. De 1598 à 1601, il visite les régions du sud de la France - des bastions du calvinisme - et y donne de nombreux sermons sur des sujets théologiquement controversés dont divers livrets imprimés rendent compte. Sa grande éloquence unie à une parfaite courtoisie lui attire de nombreuses sympathies, et il obtient même des conversions.

### Prédicateur et confesseur du Roi
De 1603 à 1617, Coton est « Prédicateur du roi ». Il est appelé à la cour de Henri IV par le maréchal de Lesdiguières, dont il avait ramené la fille, Madame de Créquy, à la foi catholique. En 1608 Henri IV le prend également comme confesseur et conseiller, et lui confie l’éducation du dauphin Louis XIII. Le roi souhaite qu’il devienne archevêque d'Arles, et voudrait le faire nommer cardinal. Fidèle à l'esprit de la Compagnie de Jésus, Coton résiste aux honneurs ecclésiastiques et obtient gain de cause.
Influent auprès de Henri IV, Coton obtient de lui que soit révoquée l’expulsion des Jésuites de France décrétée par le parlement de Paris en 1594. C'est l'édit de Rouen en 1603. Ayant dès lors la faveur du roi, les Jésuites rentrent en force en France, malgré l’hostilité toujours tenace du parlement de Paris et de la Sorbonne. Ils tiennent rapidement 19 institutions d’enseignement. Peu après l'édit de Rouen, en janvier 1604, Coton échappe à un attentat. Il tente, mais en vain, de favoriser une entente entre la France et l'Espagne.
Très apprécié du roi, Coton refuse l’évêché d'Arles que Henri IV voulait lui obtenir. Plus tard il décline l'honneur de la pourpre cardinalice que le pape Paul V était disposé à lui accorder, toujours à la demande du roi. 

### Assassinat de Henri IV
Le 14 mai 1610 Henri IV est assassiné par Ravaillac, un catholique fanatique. L'assassin étant ancien élève d'un de leurs collèges, les Jésuites sont indirectement mis en cause. Coton publie une Lettre déclaratoire de la doctrine des Pères jésuites, pour innocenter la Compagnie de Jésus, en 1610. Un pamphlet, L'anti-Coton, lui répond la même année. Une riposte viendra de Rome en 1611 : la « réfutation » écrite par le père Andreas Eudaemon-Joannes.
Coton continue à la cour comme confesseur du jeune Louis XIII jusqu’en l’année 1617. Cependant son influence décline. Ses relations avec Marie de Medicis sont au mieux « correctes ». Le meurtre du favori de la reine, l’italien Concini, amène sa disgrâce. Coton est écarté de la cour en 1617.

### Recteur et provincial
Recteur de collège de Bordeaux en 1620, Coton est supérieur provincial de la province jésuite d’Aquitaine de 1622 à 1625, et ensuite provincial de France de 1625 à sa mort le 19 mars 1626.
Coton meurt le 19 mars 1626 à Paris. Il est inhumé (près de son frère) dans la crypte de la chapelle Saint-Michel du collège jésuite de Roanne (aujourd’hui « Lycée Jean Puy »), que, avec son frère Jacques (seigneur de Chenevoux), il avait fait construire sur ses deniers personnels en 1617.

## Anecdotelexicographique
Quand il était confesseur du roi Henri IV, Pierre Coton suggéra au roi de ne plus blasphémer en employant le nom de Dieu dans ses jurons. Le pire étant, à son avis, Jarnidieu (qui signifie « j'renie Dieu »), il lui proposa de remplacer le nom de Dieu par son nom propre, d’où le juron affaibli Jarnicoton (« j'renie Coton »), qui connut une certaine vogue, du XVIIe siècle jusqu’à La ronde des jurons de Georges Brassens.

## Œuvres
- Lettre déclaratoire... (1610)
- Institution catholique... (1610)
- Response apologetique à l'Anticoton et à ceux de sa suite, présentée à la royne, mere du roi, regente en France. Où il est monstré que les autheurs anonymes de ces libelles diffamatoires sont attaints des crimes d'hérésie, lèze Majesté, perfidie, sacrilege et tres-enorme imposture. Par un père de la compagnie de Jésus, Bordeaux, Simon Millanges, 1611, 328 p. (lire en ligne).
- Pourparler... (1614)
- Oraison funèbre... (1618)
- Très humble remontrance... (1626)
- Le théologien dans les conversations avec les sages et les grands du monde (1683)